# Николај Ватутин
Николај Фјодорович Ватутин (рус. Николай Фёдорович Ватутин; 16. децембар 1901 — 15. април 1944) био је генерал Црвене армије. 

## Биографија
У војску и партију је ступио 1921. године. Завршио је војну академију Фрунзе и Генералштабну академију. Био је начелник штаба кијевског војног округа и начелник оперативне управе генералштаба Црвене армије.
У Другом свјетском рату је био начелник штаба сјеверозападног фронта, па затим командант Вороњешког фронта до 1943. У тој улози је зауставио њемачку 2. армију на Дону код (Вороњежа). Као командант југозападног фронта разбио је 3. румунску и 8. италијанску армију на Дону за вријеме Стаљинградске битке.
У 1943. командује поново Вороњешким фронтом у бици код Курска, а затим 1. украјинским фронтом који је ослободио Кијев 6. новембра 1943.
У припремама за Корсунско-черкаску операцију 1944, рањен је из засједе 29. фебруара 1944. коју су поставили припадници Украјинске устаничке армије и подлегао је ранама.